# Andsjön (Bottnaryds socken, Småland)
Andsjön är en sjö i Jönköpings kommun i Småland och ingår i Göta älvs huvudavrinningsområde. Sjön är 6,3 meter djup, har en yta på 0,309 kvadratkilometer och är belägen 242 meter över havet. Vid provfiske har abborre, gädda och mört fångats i sjön.

## Delavrinningsområde
Andsjön ingår i det delavrinningsområde (641400-138054) som SMHI kallar för Mynnar i Nässjön. Avrinningsområdets medelhöjd är 275 meter över havet och ytan är 8,02 kvadratkilometer. Det finns inga delavrinningsområden uppströms utan avrinningsområdet är högsta punkten. Vattendraget som avvattnar avrinningsområdet har biflödesordning 3, vilket innebär att vattnet flödar genom totalt 3 vattendrag innan det når havet efter 364 kilometer. Delavrinningsområdet består mestadels av skog (80 procent). Avrinningsområdet har 0,31 kvadratkilometer vattenytor vilket ger avrinningsområdet en sjöprocent på 3,9 procent.